# E331 (trasa europejska)
E331 – trasa europejska biegnąca przez Niemcy. Zaliczana do tras kategorii B droga łączy Dortmund z Kassel. Jej długość wynosi 185 km.